# احمد العلی
احمد العلی متولد (۱۹۸۷) یک داور فوتبال اهل کشور کویت است که در لیگ برتر فوتبال کویت قضاوت می‌کند.
وی از سال ۲۰۱۶ وارد لیست داوران بین‌المللی فیفا شد، اما به دلیل تعلیق ورزش کویت تا سال ۲۰۲۰ نتوانست هیچ مسابقه ای را در سطح آسیا قضاوت کند. وی از سال ۲۰۲۰ فعالت بین‌المللی خود را در رده باشگاهی آسیا آغاز کرد و از سال ۲۰۲۲ وارد رده ملی شد. وی تا کنون ۱۲ مسابقه را در لیگ قهرمانان آسیا، دیدارهای تدارکاتی و جام ملت‌های آسیا آسیا قضاوت کرده است.